# Akodon paranaensis
Akodon paranaensis — вид мишоподібних гризунів підродини Sigmodontinae (Сигмазубових).

## Етимологія
Штат Парана, Бразилія, включає в себе типову місцевість даного виду.

## Опис
А. paranaensis відрізняється від інших видів Akodon зі східної Бразилії за такими ознаками: диплоїдне число 44 хромосоми, вузькі і витягнуті моляри, межочний простір вузький. Волосяний покрив густий, без помітного розходження між спинним і черевним забарвленням. Спинна поверхні темно-оливково-агутева. Вуса короткі. Хвіст двоколірний, темно-коричневий зверху й білий знизу. 
Диплоїдне число 44, з 40 акроцентричними хромосомами, які зменшуються в розмірах, мала метацентрична пара, середня акроцентрична Х-хромосома і мала акроцентрична Y-хромосома.

## Поширення
Цей вид зустрічається від південно-східної Бразилії (Парана і Ріо-Гранді-ду-Сул) до північно-східної Аргентини (провінція Місьйонес). Цей гризун живе в помірних кліматичних араукарієвих лісах і Атлантичних дощових лісах з полями приблизно на висоті 900 м над рівнем моря.

## Загрози та охорона
Виду немає відомих загроз. Зустрічається в кількох охоронних територіях в Аргентині й Бразилії. 